# 短小軸孔珊瑚
短小軸孔珊瑚（学名：Acropora sarmentosa）为軸孔珊瑚科軸孔珊瑚屬下的一个种。